# Grindhouse
Grind House és una pel·lícula estatunidenca de terror dirigida per Robert Rodriguez i Quentin Tarantino, estrenada el 6 d'abril del 2007; consta de dues parts: Planet Terror i Death Proof.
Aquesta pel·lícula és un marcat homenatge als films dels seixanta i setanta que als cinemes anomenats als EUA com a Grindhouse, que són cines especialitzats en el gènere d'explotació i que generalment brindaven Double Feature (doble funció o programa doble).
Generalment els rotllos de film estaven danyats o es cremaven quan s'exhibien.
A Mèxic aquest incident provocava l'enfuriment dels assistents a la sala de cinema i el clàssic crit de CACARO, referint-se a la persona que era l'encarregada de projectar la pel·lícula.

## Comentaris
La duració és de 191 minuts entre les dues parts, incloent-hi una part entre les dues pel·lícules en què s'inclourien falsos tràilers que són homenatges al cine de sèrie B que dona títol a la pel·lícula.

### Planet Terror
Planet Terror, escrita i dirigida per Robert Rodriguez (Sin City, Obert fins a la matinada) és una pel·lícula de zombies a l'estil de Dawn of the Dead de George Romero i comptarà amb actors com ara Josh Brolin i Michael Parks. També és un homenatge al cinema de John Carpenter, ja que segons sembla la primera doble sessió que va veure Rodriguez incloïa la pel·lícula d'aquest autor "La cosa". En aquesta pel·lícula apareixeran Bruce Willis i Quentin Tarantino.

### Death Proof
Death Proof, un títol slasher com ho va ser La matança de Texas (Tobe Hooper) no és, però, un títol corrent d'aquest gènere, ja que el protagonista no porta l'habitual màsquera d'hoquei i el ganivet habitual en la iconografia d'aquest tipus de títols sinó que té la cara sempre descoberta i la seua arma és un cotxe, comptarà amb actors com Kurt Russell que interpretarà Stuntman Mike, Rosario Dawson i Tamia Poitier. Kurt Russell hi interpretarà l'assassí i segons sembla la pel·lícula farà diversos homenatges a pel·lícules com Bullit o Vanishing Point i nombrosos autohomenatges.

### Falsos Tràilers
Abans de l'inici de cadascuna de les dues parts de Grindhouse, hi apareixen uns falsos tràilers per tal que l'espectador se senti com si estigués realment en un d'aquests cinemes antics dels anys 70 als quals es rendeix homenatge.
Els falsos tràilers rodats per a Grindhouse han estat dirigits per diferents directors amics de Rodriguez i Tarantino. Tot i això, també hi ha un tràiler que ha dirigit el mateix Rodriguez. Tarantino tenia previst també rodar un tràiler per a la pel·lícula però la falta de temps va impedir-ho.
Els falsos tràilers de Grindhouse són Machete (dirigit per Robert Rodriguez), Werewolf Women of the SS (dirigit per Rob Zombie), Don't (dirigit per Edgar Wright i Thanksgiving (dirigit per Eli Roth).

#### Machete
Machete és el primer tràiler que s'exibeix a Grindhouse. Està dirigit per Rodriguez i interpretat per un actor utilitzat habitualment pel director mexicà, Danny Trejo. En el tràiler també hi apareix l'actor Cheech Marin. A diferència de la resta de falsos tràilers, Machete sí que es convertirà en pel·lícula, ja que Robert Rodriguez va rodar molt de metratge addicional a l'emès a Grindhouse. La pel·lícula Grindhouse serà estrenada directament en DVD conjuntament amb el llançament en DVD de Grindhouse.

#### Werewolf Women of the SS
Werewolf Women of the SS és la contribució de Rob Zombie a Grindhouse. El tràiler tracta sobre diferents plans que tenien els nazis per utilitzar dones llops durant la Segona Guerra Mundial. Està interpretat per Udo Killer, Sheri Moon Zombie i Nicolas Cage en el paper de Fu Manchu.

#### Don't
Don't és el tràiler dirigit pel director anglès Edgar Wright. Entre els actors que hi apareixen hi ha Jason Isaacs, Matthew MacFadyen i la cantant Katie Melua.

#### Thanksgiving
Thanksgiving (Dia d'acció de Gràcies) és el tràiler d'Eli Roth. En ell hi intervenen Jay Hernandez, el mateix Roth, Jordan Ladd (que també apareix a Death Proof, el segment de Quentin Tarantino) i Michael Biehn (que també apareix a Plantet Terror, el segment de Robert Rodriguez).

## Separació polèmica
Internacionalment, a fora dels Estats Units Grindhouse està dividida en dues pel·lícules independents: Planet Terror i Death Proof. Aquest fet ha estat justificat pels creadors de la pel·lícula declarant que a fora del territori nord-americà, les sessions dobles no són conegudes i per tant, es va decidir estrenar per separat cadascun dels dos segments. D'altra banda, la forta patacada que va rebre Grindhouse en les sales de cinema nord-americanes on hi va haver uns ingressos molt per sota dels esperats, podria haver estat un factor determinant per decidir als productors la separació.
Cal destacar que en les versions separades de Planet Terror i Death Proof els directors van poder incloure aproximadament uns 30 minuts més de metratge addicional respecte la versió nord-americana. Aquest fet es deu al fet que tant Rodriguez com Tarantino van rodar moltes més escenes que no pas les que es van incloure finalment a Grindhouse, ja que sinó la durada de la pel·lícula hagués superat els 200 minuts. A l'estrenar-se separadament, els directors van tenir més llibertat per poder muntar la pel·lícula tal com haguessin volgut sense la necessitat de limitar-se en la durada.
Tot i això, molts de seguidors de Grindhouse van veure aquesta separació com una maniobra comercial per aconseguir molts més ingressos partint de la mateixa pel·lícula (al ser dues estrenes separades els espectadors que vulguin veure les dues pel·lícules hauran de pagar dues entrades per veure al que en els Estats Units s'ha vist en una única sessió).
Aquesta separació va provocar la indignació de molts seguidors dels dos directors. Molts van expressar el seu rebuig a aquesta decisió i van declarar alguns d'ells en fòrums i peticions on-line que no veurien les dues parts en el cinema quan s'estrenés sinó que es baixarien il·legalment la versió nord-americana de Grindhouse a través d'internet.